# Fehér Dezső (író)
Fehér Dezső 1896-ig Fecher Dávid (Disznósd (ma Borsodszentgyörgy), 1869. december 21. – Nagyvárad, 1935. február 22.) magyar író, újságíró.

## Életútja
Fecher Móric és Winkler Katalin fia. Pályáját 1887-ben Budapesten kezdte, ahol különböző napilapok és élclapok munkatársa, 1889-től haláláig Nagyváradon tevékenykedett. Előbb a Nagyvárad c. napilapot szerkesztette, 1898-ban a Nagyváradi Napló alapítója s élete végéig főszerkesztője. Mellette dolgozott segédszerkesztőként több mint két évig Ady Endre, akinek közírói és költői fejlődésére jelentős befolyást gyakorolt. Szerkesztésében a lap a vidéki magyar hírlapírás élvonalába került, és haladó, ellenzéki álláspontot képviselt.
Cselekvően részt vett Nagyvárad szellemi életében, alapító tagja a Szigligeti Társaságnak, kezdeményezője 1903-ban a Nagyváradon megalakult Vidéki Újságírók Szövetségének, közreműködött a Holnap Társaság tevékenységében, lapjában teret adott a holnapos költőknek. 1919-ben alapító tagja a nagyváradi Ady Endre Társaságnak, és ugyanebben az évben elindította a Váradi Hét című irodalmi folyóiratot és közreműködött Tabéry Gézával a Magyar Szó megindításában. Az 1920-as és az 1930-as években lapja, a Nagyváradi Napló a haladó romániai magyar szellemi élet egyik jelentős fóruma.
Összeállította és kortörténeti ismeretekkel bevezette Ady Endre publicisztikai írásainak első kötetét (Ha hív az acélhegyű ördög. Nagyvárad, 1927).

## Kötetei
- A félmilliós ternó (vígjáték, 1889);
- Kaleidoszkóp (prózai írások, Nv. 1894);
- Száz év (a nagyváradi színészet évfordulójára, Nagyvárad, 1902);
- Mindörökké (elbeszélések, Nv. 1903). Posztumusz kötete a szerkesztésében megjelenő Bihar megye és Nagyvárad kultúrtörténete és öregdiákjainak emlékkönyve (Hönig Sándorral, Nagyvárad, 1937).